# Lophotis gindiana
El sisón moñudo etíope (Lophotis gindiana) es una especie de ave otidiforme de la familia Otididae que vive en África oriental.

## Distribución

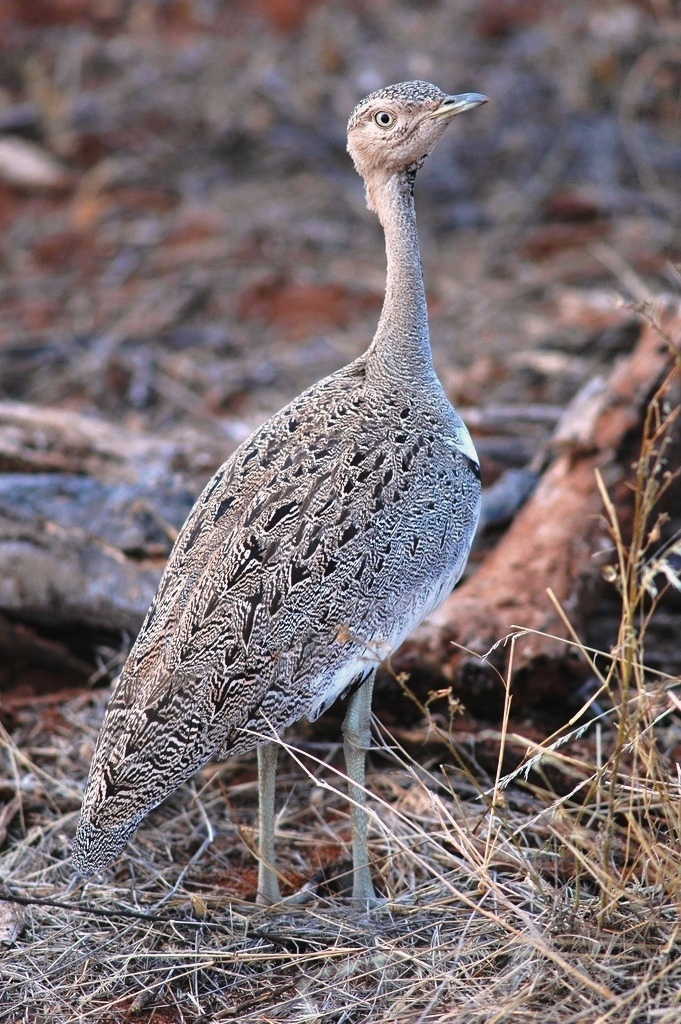
Hembra

Se encuentra en Etiopía suroriental, Yibuti, Kenia, Somalia, sureste de Sudán del Sur, Tanzania y noreste de Uganda.